# Aphyosemion pascheni
Aphyosemion pascheni är en fiskart som först beskrevs av Ahl 1928.  Aphyosemion pascheni ingår i släktet Aphyosemion och familjen Nothobranchiidae.

## Underarter
Arten delas in i följande underarter:
- A. p. festivum
- A. p. pascheni